# 写真週刊誌
写真週刊誌（しゃしんしゅうかんし）は、雑誌のほとんどの記事を写真中心に構成するスタイルの週刊誌。
なお本項では、日本でいう「写真週刊誌」を主に説明しており、以下断りのない限り日本での現象を述べている。写真を主体とした雑誌の形態はグラフ雑誌（Category:グラフ雑誌）を、ゴシップ・スキャンダルの掲載を主体とした大衆的メディアに関してはタブロイドを参照のこと。

## 概要
1981年に新潮社から『FOCUS』が創刊されたのが第1号。写真を前面に押し出したスタイルが一般に受けて成功を収めた。『FOCUS』が成功したため1984年-1986年に大手出版社が次々と写真週刊誌に新規参入し、最盛時には5誌が発行されていた。
写真を中心に押し出した写真週刊誌のスタイルは、1980年代に於ける日本のフォトジャーナリズム、特にスポーツ新聞の紙面構成に大きな影響を与えた。激しいスクープ合戦は、時に脱法行為による撮影や、取材対象者のプライバシー侵害などの問題を引き起こし、非難の対象ともなったこともある。
従来の週刊誌にはない過激な記事の取り扱いから急速に発行部数を伸ばしたが、脱法行為やプライバシー侵害といった問題を引き起こしたため、ブームは一気に縮小し、新規参入の『TOUCH』『Emma』、嚆矢の『FOCUS』も休廃刊に追い込まれた。2001年以降は、講談社の『FRIDAY』と光文社の『FLASH』の2誌のみが発行されている。

## 代表的な写真週刊誌
- FRIDAY（講談社）
- FLASH（光文社）
- FOCUS（新潮社）
- TOUCH（小学館、唯一のオールカラー）
- Emma（文藝春秋、当初は週刊ではなく月2回刊）
- スクランブルPHOTO（新英出版）

## 歴史
- 1981年 『FOCUS』創刊
- 1983年 『スクランブルPHOTO』創刊も間もなく廃刊
- 1984年 『FRIDAY』創刊（FF時代の幕開け）
- 1985年 『Emma』月2回刊で創刊（FFE時代に）
- 1986年 『Emma』週刊化、『TOUCH』『FLASH」創刊（3FET時代突入）。ビートたけしとたけし軍団『FRIDAY』編集部に殴りこみ（フライデー襲撃事件）
- 1987年 『Emma』廃刊
- 1989年 『TOUCH』廃刊（3F時代へ）
- 2001年 『FOCUS』休刊（FF時代の再来）

## 推移概要
写真週刊誌は、バブル景気とほぼ並走する形で時代を駆け抜けていった。ブームを興して全盛期を迎え、ブームの衰退と共に姿を消し、あるいは細々と存続されている。

### 発刊以前
写真週刊誌が発達する以前の写真を主体として構成された雑誌としては、『アサヒグラフ』や『毎日グラフ』（いずれも休廃刊）などのような新聞社の編集する月刊誌が存在していた。内容は一般の新聞に準じて堅いもので、報道カメラマンの手による写真が主であり、これに新聞社の記者が手掛けた記事が付き、手軽に読めるものではなかった。内容は社会的な記事が多く、ベトナム戦争の頃には、現地で取材した生々しい「戦争の悲劇」を伝えるといった極めて硬派な内容であった。主に新聞紙の限られた紙面では伝えきれない事柄を、特集する形で掘り下げて取り扱っていた。

### 登場初期
芸能誌や娯楽誌を中心に発行している出版社が出し始めた発刊当初の写真週刊誌は、社会風俗や芸能関係を取り上げる芸能誌や娯楽誌の延長としての傾向があり、内容もやや砕けたもので、芸能専門の報道カメラマンが撮影しながら、特に記事が付かないような芸能人の日常や、報道方面では様々な事件・事故・出来事・社会現象の写真を掲載した。
休日の芸能人の素の姿や、本来なら表に出ないマスメディア作品制作の裏側といったものや、大きな社会問題として話題となった事件・事故の現場や、その発生当時の写真を取り上げる一方で、カルガモ騒動などのような動物関係の微笑ましい話題や、世相に絡む社会事象も取り上げるなど、幅広い内容を掲載していた。スター芸能人に対して大衆が抱く健全な興味の延長として、あるいは活字離れが進んだ若者世代にも判り易い内容の雑誌として受け入れられ、発行部数を急速に伸ばしていった。
特に、写真週刊誌の売り上げを飛躍的に伸ばした要因として1985年に起きた日本航空123便墜落事故が挙げられる。悲惨な事故現場の惨状を伝えるのに写真週刊誌は大きな役割を果した。一方で取材者が遺族の名を騙って遺体安置所に潜り込む事件が発生するなど、一連の報道は「報道の自由」や「悲惨な事故を繰り返さないために」という大義名分の下に、遺族や生存者の気持ちを踏みにじったものである、という批判も生み出すことになった。

### 過渡期と競争の過熱
1984年に『FRIDAY』が刊行されると、翌年には『FOCUS』『FRIDAY』の2誌で300万部を売り上げ、FF時代と呼称される。その後も、1985年刊行の『Emma』が加わってFET時代、1986年刊行の『TOUCH』『FLASH』を加えて3FET時代と呼称された。
芸能人の写真は掲載に際して芸能事務所と連絡しあうなど、一応の報道倫理に則った形で運営されていた写真週刊誌だが、FF時代に入ると、盗撮まがいの「お宝写真」と称するものや、あるいは交際関係などプライバシーに関わる写真がしばしば掲載され、芸能人自身は元より、事務所側も写真掲載を拒絶するような事件が続発している。過熱報道により、出版元が芸能事務所から訴えられるケースも増加して、芸能界と写真週刊誌との断絶が起こった。
FF時代〜3FET時代には、写真週刊誌を発行する編集部同士の競争意識から、俗に「追っかけ」と呼ばれる芸能人の活動に全国各地、果ては海外にまで行ってしまうようなマニア（ないしアイドルおたく）といったアマチュアが撮影した写真の持ち込みを買い取ったり、プロカメラマン崩れや探偵の副業的な「一発屋（パパラッチ）」と呼ばれる、写真週刊誌にえげつない写真を売り込んで生計を立てる業態が発生した。

### 過当競争時代
「社会の公器」としての報道の一翼にあると自負していた写真週刊誌であったが、この3FET時代ではついに大手出版社5誌による激しい競合に至り、過当競争の生き残り合戦の様相を呈し始める。従来から写真週刊誌同様に芸能ゴシップが記事として大きな割合を占めてきた女性週刊誌をも巻き込んで、競合と内容の過激化はさらなる激化の一途を辿った。
とにかく雑誌がより多く売れるスクープを掲載することが編集部内、そして社内での高評価に繋がったため、
- 報道の自由は憲法で保証されている権利で、社会の公器として報道をしている以上、多少の逸脱行為はあっても然るべきもので許される。
- 芸能人・著名人、重大事件・事故の関係者や被害者は社会の注目を大きく集める『公人』であって、社会の公器たる報道として真実を明らかにする以上、『公人』のプライバシーは大きく制限されている。
- 芸能界とマスコミは持ちつ持たれつの関係であり、俳優や芸人にとって浮名を流すことは名前を売るための「芸の肥やし」である。

などという思い込みや、特に業界上位誌では大量の部数を発行している写真週刊誌が出版社の経営を支えているという驕りが関係者に蔓延し、暴走状態に発展していく。その結果、まだ捜査途上で検分の終わっていない事件現場に無許可で踏み込んで証拠品を荒らしたり、被害者の心情や人権を全く配慮せず逆に踏みにじるような報道合戦を過熱させたり、あるいはでっち上げ記事（やらせ）や捏造記事を掲載する、また現在で言うストーカー紛いの「一発屋」が跋扈するまでになった。
この時期に至ると、写真週刊誌業界においては、競合誌との発行部数差を意識するあまりに社会規範に対する意識が甚だしく軽視されるようになり、また部数至上主義が蔓延していた。販売面ではとにかく発行部数の多い雑誌こそが優秀であり、誌面制作の場でもその様な記事を確保できる記者や持ち込めるライターが優秀とされたのである。そのことから、「事件・事故の写真は死体が写っててナンボ」や、「芸能人は致命的スキャンダルを晒させてナンボ」という、売上を確保するための過激で話題性の高い誌面だけが求められ、挙げ句には「芸能人にスキャンダルを起こさせてナンボ」という、とにかく刺激的でより発行部数が稼げる誌面さえ作れるならば、手段は全く厭わないという風潮まで見られるようになっていた。芸能界側からも、この様な誌面作りに乗じて、人気芸能人や若手の注目株と目されている俳優やスポーツ選手を絡めて男女の肉体関係などのスキャンダルの構図を作り出し、写真週刊誌、ついでテレビのワイドショーに計画的に情報をリークさせて話題として盛り上げさせることで、自身の売名のために利用しようとする三流の芸能タレントやグラビアアイドル、アダルトビデオ女優までもが続々と出現するに至った。また、全盛期が終わった一時代前の「一流芸能人」を巡る話題でも、話題の人物とのゴシップを作り出して自ら渦中に入ることで、芸能人が知名度の復活やメディア露出増などを意図的に仕掛けたと疑われる様なケースも少なくない。ある意味では編集者、カメラマン、ライター、芸能人全てのモラルが崩壊した中で、『報道の自由』という言葉の独り歩きと暴走が平然かつ公然と行われたわけであるが、「有名人にプライベートは存在しない」「報道のためなら人権すら無視する」「有名人の職業生命を脅かしてでも部数を稼ぐ」「売名目的のゴシップに上乗りする」というこれら姿勢は、やがて数々の破綻と問題を招くことになった。
1986年、岡田有希子の自殺に際して遺体の画像を掲載したことが社会問題化した。同年12月、ビートたけしたちによるFRIDAY編集部への襲撃事件が起きる。この事件では、一般大衆からは加害者側に対する同情が集まり、写真週刊誌編集部や写真週刊誌業界全体に厳しい視線が集まる結果となった。その結果、写真週刊誌のイメージは悪化し、各誌の売上げは急減した。フライデー事件をきっかけに、プライバシー侵害に対する批判も相次いだ。
また、過当競争による写真週刊誌の行き過ぎた取材や歪んだ過熱報道から生じた、芸能界と写真週刊誌との対立や関係断絶は、やがて写真週刊誌を刊行する出版社の他の部門にまで悪影響を及ぼし始めた。芸能マスコミ自身が巨大化したことによって受け手となる一般大衆の注目と監視の目もより多く集まるようになったが、スキャンダルや不祥事が尽きない芸能界やマスコミ全体に対して一般大衆はやがて高潔なモラルを要求するようになり、芸能マスコミ自身もやがて世論先導者的な態度を取り同様の主張を行うように変質していった。結果、芸能人個々でもマスコミの記事に対して「芸の肥やし」などと悠長な態度を取っている余裕がなくなり、不本意な記事に対しては事実ではないということを訴訟を介してでも証明することが、その職業生命を守るために求められる様になった。そのため、写真週刊誌と出版社は芸能人や芸能事務所との間で少なからず訴訟や紛争を抱え込むようになった。また、記事での取り扱われ方に不満を持ったことを理由として、「（写真週刊誌の発行元である）XX社の取材には一切応じず、XX社が原作や企画で関わるドラマ・映画にも一切出演しない（させない）」というスタンスを半ば公然と取る芸能人や芸能事務所が現れたことも、写真週刊誌にはマイナスに働いた。つまり、写真週刊誌の独断専行の素っ破抜き記事が原因となって出版社と芸能事務所が対立したことが原因となり、同じ社内から刊行された漫画や文芸作品の映像化に際して出演依頼を蹴られて、監督や原作者の意向、あるいはファンの要望に沿ったキャスティングが組めなくなる、あるいはヒットしたテレビドラマの新シリーズの企画が頓挫するなど、関連作品の制作に悪影響を及ぼす事態までもが発生するようになったのである。
このような状況に至り、出版社の経営陣は写真週刊誌を持つことによる利益や報道の自由という大義名分よりも、写真週刊誌の存在が出版社の組織・事業に及ぼす弊害の大きさについて考えざるを得なくなる。写真週刊誌は芸能界を初めとする様々な分野の人物・組織との間で様々なトラブルを引き起こしたが、これはやはり経営陣にとっても頭痛の種となることが多いものであった。また、ゴシップの売り込み・揉み消しなどを利用しての一儲けを企んで編集部に出入りする人間の中には、反社会的勢力や各種示威運動などとの繋がりをちらつかせる様な胡散臭い人物も少なからず見られ、この様な人物と編集部員との不適切な関係なども社内外から指摘され、これは現在で言うCSRや企業コンプライアンスなどの観点から経営陣にとっても看過できない要素となってゆく。
かくて、写真週刊誌は発行部数が低迷し始めると体質の改善や休廃刊が検討されるようになっていき、まず発行部数の低いものから順に淘汰される時代が訪れた。大手出版社の写真週刊誌3FETのうち、下位の『Emma』と『TOUCH』が休刊する。
また、1990年代以降、出版業界の収益強化策として必須の要素になったメディアミックスも、こと写真週刊誌に限れば制約を厳しくさせるものであった。メディアミックスによるビジネスには俳優や芸能事務所との関係の構築・強化が不可欠であり、出版社にとっても重要でありまた急務となった。そのため出版社は、写真週刊誌の記事に反発して上述した様な形での関係断絶や顧問弁護士などを介した圧力を明に暗にちらつかせる芸能人・事務所に対し、自社ビジネスへの出演・関与の見返りとして編集部に命じてスキャンダル記事の掲載を見送り記事の部分・全面差し止めを行うということが増えてきた。部分差し止めには明らかにスキャンダラスな内容の写真に対してもキャプション記事では批判的・悪意ある表現を極力控えることも増えてきた。また、その様な裁判や紛争への対応や処理にまつわる労力や費用も、一件一件は小さくとも抱え込む件数が多くなれば決して馬鹿にできないスケールになり、時代の変化と共に高額訴訟を提起されるリスクをも抱え込むなど、編集部・出版社にとっても小さからぬ負担となった。
その様なことから、撮影に成功していれば全盛期の編集方針ではまず間違いなく掲載していたであろう、芸能人のイメージを凋落させるようなスクープ写真についても、掲載について意図的に手加減した、あるいは見送ったのではないかとされるケースも増えてきた。同様に裏が取りきれない記事も、訴訟を起こされた時に形勢が不利になる大きな要因となるため、安易に掲載には踏み切れず掲載を見送るという状況が多々見られる様になった。この場合、芸能事務所も刑事裁判や民事裁判に訴え出ずとも出版社との間で「貸し借り（清算も参照）」の関係を作ることもできるため、メディアミックス展開にプラスに働く効果も出てきた。当初、こうした写真をスクープとしてはばかりなく掲載することで部数激増の原動力としていただけに、自社の商業的な都合でいとも簡単に振り上げた拳を降ろすという、創刊当初とは致命的に矛盾した編集方針が読者層から見透かされていたことも、部数凋落の一因となった。
一方では、その後も、オウム真理教に関する一連の記事、神戸連続児童殺傷事件(FOCUS)、伊丹十三に関する記事(FLASH)などで、取材方法や記事内容が社会問題となり、一般大衆からの厳しい批判が巻き起こり、マスコミに対する一般大衆の監視の目もより厳しいものになっていった。
もっとも、過激化の一辺倒を辿った写真週刊誌の制作手法は、1990年代以降、日本のマスコミ全体がイエロー・ジャーナリズム化していく、その元凶とも言えるものであった。写真週刊誌全盛期の世界を渡り歩き業界を支えた「一発屋」には、後にBUBKAなどのイエロー・ジャーナリズムという意味でより先鋭化し、写真週刊誌以上に過激で手段を選ばぬセンセーショナリズムを売りとする雑誌やインターネットサイトへと活動の場を移していった者も少なくない。写真週刊誌のブームをある意味では取り込み、競合する形で、女性週刊誌やテレビのワイドショーなどでは文化・カルチャー的な側面が軽視され、従来以上によりセンセーショナルで刺激的な記事を追求するスタイルへと体質を変化させていくことになった。さらに、その過程においてTBSがTBSビデオ問題に代表されるオウム真理教の報道を巡っての一大不祥事を引き起こし、報道・ジャーナリズムや報道機関そのものへの国民の信頼を著しく失墜させる非常に重大な事態にまで発展してゆくことになる。

### ブーム終焉〜現在
バブル景気の終わりと前後して始まった写真週刊誌などゴシップマスコミの淘汰は21世紀になっても続き、2001年には『FOCUS』が休刊した。速報性の高いインターネットの普及による活字メディア離れと出版不況まで加わった結果、2021年時点で、写真週刊誌の刊行は一部が細々と継続しているに過ぎない。
かつては蜜月の関係だった芸能人も週刊誌と対立するようになり、2005年3〜4月には、松本人志が「ポルノビデオショップで恥ずかしいビデオを購入している所」の監視カメラ映像を掲載され、松本側が「（本来は犯罪抑止のための）防犯カメラ映像を流用して掲載するとは何事か」と激怒、訴訟を起こしている（2006年3月に訴えが認められ、原告勝訴）。また、福山雅治は自分の子供の写真を掲載する写真週刊誌に対して、「こういう掲載のされ方は、ちょっと一線どころか随分超えたところに来ちゃったと思う」と苦言を呈した。

## その他の関連する現象
流行当時や大きな事件発生時に、しばしば常識や世間のモラルから逸脱した取材をすることも多い写真週刊誌が、不謹慎ゲームの形で揶揄されるケースが見られる。これらでは、「被害者の心情を踏み躙る取材をするほどに高得点が出る」というタイプのものが多い。